# Криза на безкрайните Земи (Вселената на Стрелата)
„Криза на безкрайните Земи“ (на английски: Crisis on Infinite Earths) е шестото и последно голямо и ежегодно кросовър събитие на Вселената на Стрелата, между американските телевизионни сериали „Стрелата“, „Светкавицата“, „Легендите на утрешния ден“, „Супергърл“ и „Батуоман“.
За разлика от предишните кросовъри, това събитие включва персонажи от филми и сериали извън Вселената на Стрелата.
Събитието е продължение на „Други светове“ (2018)

## Епизоди
| № | Сериал                    | Заглавие                                                                        | Режисура          | Сценарий                                                  | Първо излъчване     | Рейтинг |
| - | ------------------------- | ------------------------------------------------------------------------------- | ----------------- | --------------------------------------------------------- | ------------------- | ------- |
| 1 | Супергърл                 | Криза на безкрайните Земи: Първа част (Crisis on Infinite Earths: Part One)     | Джеси Уорн        | Робърт Ровнър, Марк Гугенхайм, Дерик Саймън и Джей Фербер | 8 декември 2019 г.  | 1,67    |
| 2 | Батуоман                  | Криза на безкрайните Земи: Втора част (Crisis on Infinite Earths: Part Two)     | Лаура Белси       | Дон Уайтхед и Холи Хендерсън                              | 9 декември 2019 г.  | 1,71    |
| 3 | Светкавицата              | Криза на безкрайните Земи: Трета част (Crisis on Infinite Earths: Part Three)   | Дейвид Макуиъртър | Лорен Серто, Стерлинг Гейтс и Ерик Уолъс                  | 10 декември 2019 г. | 1,73    |
| 4 | Стрелата                  | Криза на безкрайните Земи: Четвърта част (Crisis on Infinite Earths: Part Four) | Глен Уинтър       | Марк Гугенхайм и Марв Уолфман                             | 14 януари 2020 г.   | 1,41    |
| 5 | Легендите на утрешния ден | Криза на безкрайните Земи: Пета част (Crisis on Infinite Earths: Part Five)     | Грегъри Смит      | Кето Шимизу и Уба Мохамед                                 | 14 януари 2020 г.   | 1,35    |

## Главни роли
- Стивън Амел – Оливър Куин / Зелената стрела / Спектърът
- Грант Гъстин – Бари Алън / Светкавицата
- Мелиса Беноист – Кара Зор-Ел / Кара Денвърс / Супергърл
- Кейти Лотц – Сара Ланс / Бялото Канарче
- Брандън Раут – Рей Палмър / Атомът
- Руби Роуз – Кейт Кейн / Батуоман
- Ламоника Гарет – Мар Нову / Мониторът и Мобиус / Анти-мониторът
- Чайлър Лий – Алекс Денвърс
- Дейвид Хеърууд – Ж'он Ж'оунз / Марсианския ловец
- Кейти Макграт – Лена Лутър
- Джеси Рат – Куерл Докс / Брейниак 5
- Никол Мейнс – Ниа Нал / Мечтателката
- Ази Тесфай – Кели Олсън
- Катерин Макнамара – Мия Смоук / Блекстар
- Том Кавана – Харисън „Наш“ Уелс / Парият
- Кандис Патън – Айрис Уест
- Мат Райън – Джон Константин
- Дейвид Рамзи – Джон Дигъл / Спартан
- Хартли Сойер – Ралф Дибни / Удълженият човек
- Рик Гонзалез – Рене Рамирез / Дивото куче
- Джулиана Харкави – Дайна Дрейк / Черното канарче
- Доминик Пърсел – Мик Рори / Гореща Вълна
- Ник Зано – Нейтън Хейууд / Стоманата
- Джес Макалън – Ева Шарп

## Гостуващи роли от Вселената на Стрелата
- Одри Мари Андерсън – Лайла Майкълс / Предвестничката
- Тайлър Хеклин – Кал-Ел / Кларк Кент / Супермен
- Елизабет Тулох – Лоис Лейн
- Ерика Дюранс – Алура Зор-Ел
- Ръсел Тови – Рей Тирел / Лъчът
- Джон Крайър – Лекс Лутор
- Кейти Касиди – Лоръл Ланс / Черното Канарче
- Джонатон Шаек – Джона Хекс (Зеня-18)
- Доминик Пърсел – Мик Рори / Гореща Вълна (Земя-74)
- Уентуърт Милър – Ленърд Снарт / Гидиън (Земя-74)
- Камрус Джонсън – Люк Фокс (Земя-99)
- Осрик Чау – Раян Чой
- Стивън Лобо – Джим Коригън / Спектър (Земя-666)
- Рейна Хардести – Джос Джакам / Вещица на времето

## Гостуващи роли от други сериали и филми
- Крес Уилямс – Джеферсън Пиърс / Черната Мълния („Черната мълния“, 2018 – 2021)
- Бърт Уорд – Дик Грейсън / Робин (Земя-66, „Батман“, 1966 – 1968)
- Робърт Ул – Александър Нокс (Земя-89, „Батман“, 1989)
- Том Уелинг – Кал-Ел / Кларк Кент / Супермен (Земя-167, „Смолвил“, 2001 – 2011)
- Ерика Дуранс – Лоис Лейн (Земя-167, „Смолвил“, 2001 – 2011)
- Кевин Конрой – Брус Уейн (Земя-99 „Батман: Анимационният сериал“, 1992 – 1995)
- Брандън Раут – Кал-Ел / Кларк Кент / Супермен (Земя-96, „Супермен се завръща“, 2006)
- Ашли Скот – Хелена Кайл / Ловеца (Земя-206, Хищни птици, 2002 – 2003)
- Дина Майър – Барбара Гордън / Оракул (Земя-206, Хищни птици, 2002 – 2003)
- Джон Уесли Шип – Бари Алън / Светкавицата (Земя-90 „Светкавицата“, 1990 – 1991)
- Аманда Пейс – Тина Макги (Земя-90 „Светкавицата“, 1990 – 1991)
- Том Елис – Луцифер Морнингстар (Земя-666 „Луцифер“, 2016 – 2021)
- Езра Милър – Бари Алън / Светкавицата (Земя-? „Разширената вселена на Ди Си“, 2013–)
- Къран Уолтърс – Джейсън Тод / Робин (Земя-9, „Титаните“, 2018–)
- Алън Ричсън – Ханк Хал / Ястреб (Земя-9, „Титаните“, 2018–)
- Минка Кели – Даун Грейнджър / Гълъб (Земя-9, „Титаните“, 2018–)
- Тийган Крофт – Рейчъл Рот / Рейвън (Земя-9, „Титаните“, 2018–)
- Ана Диоп – Корианд'р / Кори Андърс / Стархфайър (Земя-9, „Титаните“, 2018–)
- Брек Бесинджър – Кортни Уидмор / Старгърл (Земя-2 „Старгърл“, 2020–)
- Крон Мур – Бет Чапел / Доктор Полунощ (Земя-2 „Старгърл“, 2020–)
- Ивет Монреал – Йоланда Монтез / Дивата Котка ((Земя-2 „Старгърл“, 2020–)
- Камерън Гелиман – Рик Тайлъ / Часовият (Земя-2 „Старгърл“, 2020–)
- Ейприл Боулби – Рита Фар / Еластигърл (Земя-21 „Прокълнат патрул“, 2019–)
- Даян Гереро – Лудата Джейн (Земя-21 „Прокълнат патрул“, 2019–)
- Райли Шанахан – Клиф Стийли / Роботмен (Земя-21 „Прокълнат патрул“, 2019–)
- Джойван Уейд – Виктор Стоун / Киборг (Земя-21 „Прокълнат патрул“, 2019–)
- Матю Зук – Лари Трейнур / Негативният човек (Земя-21 „Прокълнат патрул“, 2019–)
- Дерек Миърс – Блатното чудовище (Земя-19 „Блатното чудовище“, 2019)